# 成及
成及（845年—912年），中国五代十国时钱塘（今浙江杭州）人，字弘济。

## 生平
成及出身书香门第，祖父成克评为唐朝嘉王府长史，性情笃厚。唐僖宗乾符年间，官至八都指挥使。从钱镠平刘汉宏之乱。中和二年（882年），钱镠升杭州团练使，成及为团练副使。光启年间，成及奉命征讨润州薛朗，行军到常州，当地刺史丁从实备酒肉，美女相迎，成及大为不满，责令遣散美女。从平两浙，多设谋议。攻克常州（今江苏常州）、润州（今江苏镇江），为镇江镇将，累迁润州制置使，唐昭宗乾宁元年（894年）改苏州刺史。杨行密率兵攻破苏州，俘获成及。杨行密得知他为官清廉，生活俭朴，家无余赀，惟有图书药物，十分佩服，归署行军司马。翌年，淮南将魏约成为吴越战俘，便以成及换回魏约。回钱塘后，仍投吴越王钱鏐帐下。武勇都指挥使徐绾突然变乱，攻打钱塘，成及把自己的部属换上钱鏐的战旗，平定勇武都之乱。官至镇海军节度副使，授司徒，官至太傅。最后加赞正安国功臣、保大彰义等军节度使、开府仪同三司、检校太尉。天宝五年（912年）成及卒，年六十七。赠太师，兼侍中。

## 子
成仁璛，娶钱鏐之女。